# Corey Cott
Corey Michael Cott  (Chagrin Falls, Ohio; 30 de marzo de 1990) es un actor y cantante nació en Chagrin Falls, Ohio Estados Unidos. Es conocido por interpretar a Jack Kelly en la obra de teatro de Broadway Newsies en reemplazo de Jeremy Jordan, y por interpretar el papel de Donny Novitski en el musical de Broadway  Bandstand.

## Primeros años y educación
Cott nació en Columbus (Misisipi), es el mayor de tres hijos. Rick, gerente de inversiones y ex piloto de caza de la Fuerza aérea, y Lory Cott. Creció en Spring Arbor (Míchigan) y Chagrin Falls. Fue a Chagrin Falls Hagh School en Chagrin Falls, Ohio y más adelante asistió a la Carnegie Mellon University.

## Carrera
Cott comenzó su carrera como actor profesional mientras asistía a Carnegie Mellon, reservando espectáculos con la compañía de teatro profesional Pittsburgh. Tuvo papeles en sus producciones tales como Los miserable, Sweeney Todd, Jesus Christ Superstar, Urinetown y Rent junto a Ben Fankhauser, su coestrella en Newsies.
Mientras asistía a la universidad, Cott se enteró de que Newsies estaba buscando a un actor para alternar el papel de Jack Kelly. Después de la audición, fue llamado a la semana siguiente y recibió el trabajo. Cott tomó el relevo de protagonista original Jeremy Jordan el 5 de septiembre de 2012 y continuó con el espectáculo hasta el cierre el 24 de agosto de 2014.
Desde entonces, ha aparecido como Gaston Lachaille en el musical Gigi junto a Vanessa Hudgens, que fue estranda el 8 de abril de 2015 en el Teatro Neil Simon en Broadway hasta el 21 de junio de 2015.
En 2014 apareció como estrella invitada en la serie de televisión de la CBS Madam Secretary.

## Vida personal
Cott se casó con Meghan Woollard el 5 de enero de 2013. Se conocieron mientras  cantaban en la iglesia en Pittsburgh. Su primer hijo, Elliott Michael Cott, nació el 1 de mayo de 2017. Su segundo hijo nació en 2019.
Cott creció con Ben Fankhauser, un compañero coprotagonista Newsies. Actúan juntos en varias producciones locales de teatro juvenil.

## Filmografía
| Cine       | Cine                  | Cine             | Cine         |
| Año        | Película              | Rol              | Notas        |
| ---------- | --------------------- | ---------------- | ------------ |
| 2012       | What You Get          | Benjamin Armand  | Cortometraje |
| 2014       | Before Winter         |                  | Cortometraje |
| 2015       | The Intern            | Cliente          |              |
| 2015       | The Teacher           | Vance Stewart    | En filmación |
| Televisión |                       |                  |              |
| Año        | Título                | Rol              | Notas        |
| 2014       | Madam Secretary       | Scott Welland    | 1 episodio   |
| 2015       | Public Morals         | Ryan             |              |
| 2016       | Law & Order SVU 18x05 | Ellis Griffin    | 1 episodio   |
| Teatro     |                       |                  |              |
| Año        | Título                | Rol              | Notas        |
| 2012-2014  | Newsies               | Jack Kelly       |              |
| 2015       | Gigi                  | Gaston Lachaille |              |
| 2017       | Bandstand             | Donny Novitski   |              |